# Asarcogryllacris macilenta
Asarcogryllacris macilenta är en insektsart som först beskrevs av Francois Jules Pictet de la Rive och Henri Saussure 1893.  Asarcogryllacris macilenta ingår i släktet Asarcogryllacris och familjen Gryllacrididae.

## Underarter
Arten delas in i följande underarter:
- A. m. ardjunae
- A. m. macilenta
- A. m. siebersi